# Kipra
Kipra (bulgariska: Кипра) är ett distrikt i Bulgarien.   Det ligger i kommunen Obsjtina Devnja och regionen Oblast Varna, i den östra delen av landet, 400 km öster om huvudstaden Sofia.
Trakten runt Kipra består till största delen av jordbruksmark. Runt Kipra är det ganska tätbefolkat, med 111 invånare per kvadratkilometer.